# Waldspirale
Waldspirale – budynek mieszkalny w Darmstadt w Niemczech, zaprojektowany przez wiedeńskiego architekta Friedensreicha Hundertwassera. Budowę ukończono w 2000 roku. Była to ostatnia praca Hundertwassera przed jego śmiercią.

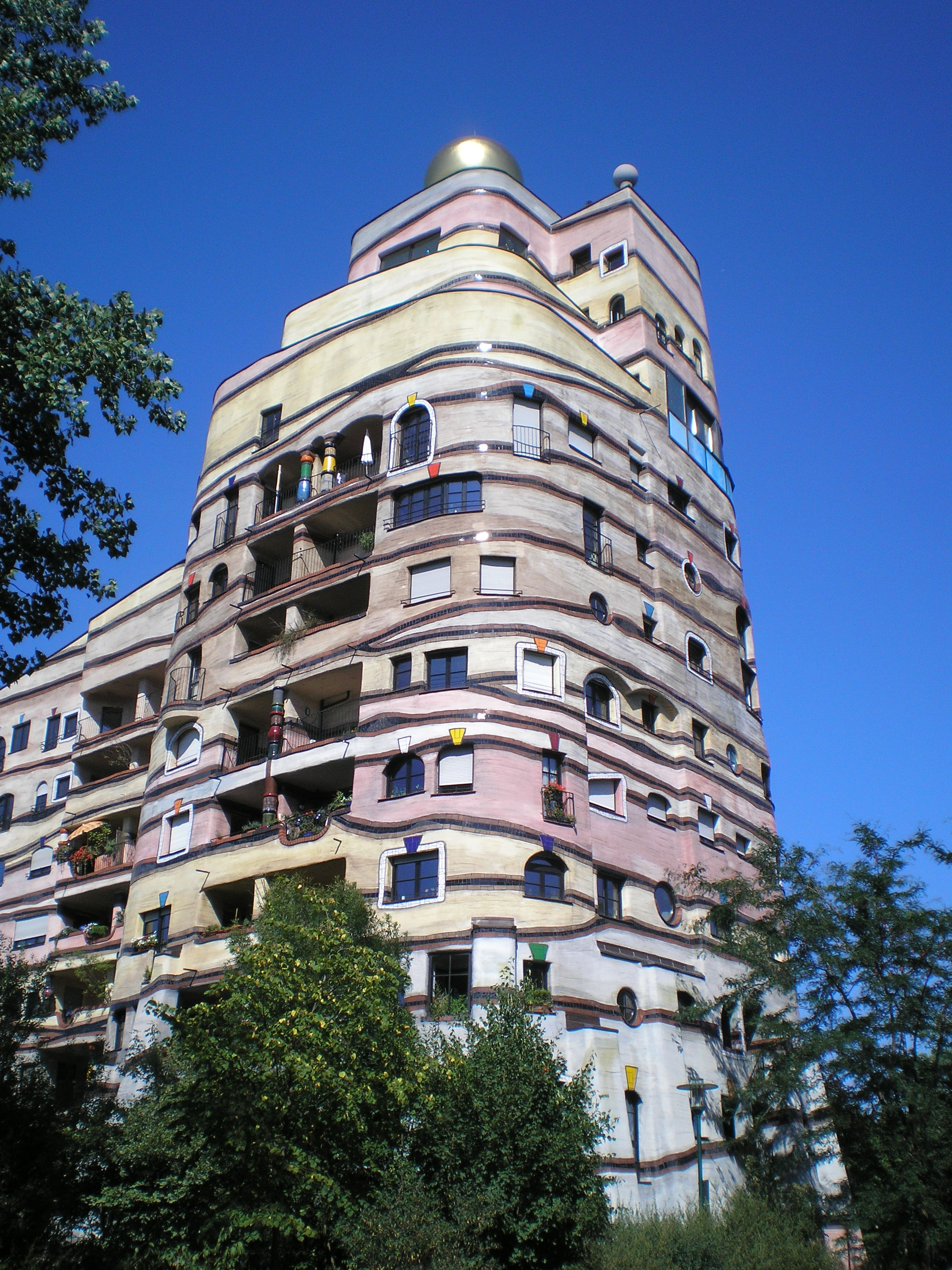
Waldspirale

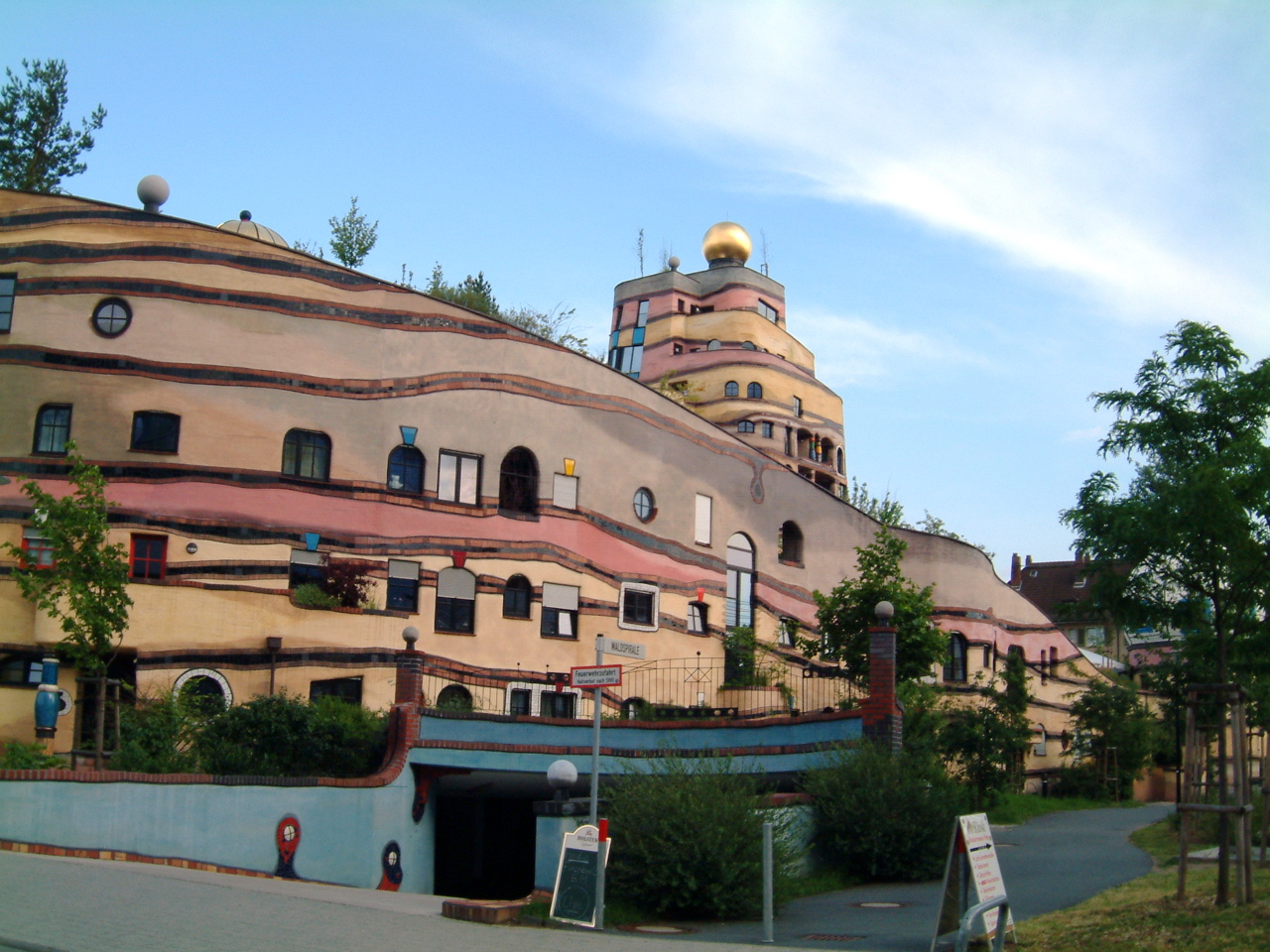
Waldspirale od tyłu

Budynek mieści 105 mieszkań, podziemny parking, kawiarnię, bar i kiosk handlowy. Na wewnętrznym podwórzu jest plac zabaw dla dzieci i mały sztuczny zbiornik wodny. Budynek jest zbudowany na planie litery „U”, w formie wznoszącej się rampy. W najwyższym punkcie budynek sięga 12 pięter.
Wśród ponad 1000 okien budynku, wszystkie są różnego kształtu i rozmiaru. Różne są też kształty klamek u drzwi i okien. Kąty ścian w mieszkaniach są zaokrąglone, podobnie jak narożniki budynku. Część mieszkań jest ponadto urządzona w stylu Hundertwassera, z wielokolorowymi mozaikami w kuchniach i łazienkach. Oprócz nieregularności okien, z zewnątrz budynek posiada także inne charakterystyczne elementy architektury Hundertwassera, jak złote kuliste wieżyczki, drzewa rosnące na dachu i we wnękach, brak prostych linii i ostrych narożników, wielokolorowe fale malowane na budynku i kolumny pokryte płytkami ceramicznymi.